# Sant Felip del Voló
Sant Felip del Voló és una capella del terme comunal del Voló, a la comarca del Rosselló.
Està situada a l'extrem meridional del terme, a prop i al nord de la Font de Sant Martí, prop del termenal amb Morellàs i les Illes.